# Martin Gernát
Martin Gernát (né le 11 avril 1993 à Košice en Slovaquie) est un joueur professionnel slovaque de hockey sur glace. Il évolue au poste de défenseur.

## Biographie

### Carrière en club
Formé au HC Prešov, il est choisi par les Oil Kings d'Edmonton en dix-huitième position lors de la sélection européenne 2011 de la Ligue canadienne de hockey. Il part alors en Amérique du Nord et évolue deux saisons dans la Ligue de hockey de l'Ouest. Il est choisi au cinquième tour, en cent-vingt-deuxième position par les Oilers d'Edmonton lors du repêchage d'entrée dans la LNH 2011. Il remporte la Coupe Ed Chynoweth 2012 avec les Oil Kings. En 2013, il passe professionnel avec les Barons d'Oklahoma City, club-école des Oilers dans la Ligue américaine de hockey. En 2016, il signe au HC Sparta Prague dans l'Extraliga tchèque. Il remporte l'Extraliga tchèque 2019 et 2021 avec le HC Oceláři Třinec. Il ajoute à son palmarès la Coupe Gagarine 2025 avec le Lokomotiv Iaroslavl.

### Carrière internationale
Il représente la Slovaquie au niveau international. Il prend part aux sélections jeunes. Il participe à son premier championnat du monde senior en 2017. Il est sélectionné pour les Jeux olympiques de 2022 durant lesquels la Slovaquie remporte la médaille de bronze.

## Trophées et honneurs personnels

### Coupe Spengler
- 2019 : nommé dans l'équipe type.

## Statistiques
| Saison    | Équipe                 | Ligue              |                   | Saison régulière  | Saison régulière  | Saison régulière  | Saison régulière  | Saison régulière |   | Séries éliminatoires | Séries éliminatoires | Séries éliminatoires | Séries éliminatoires | Séries éliminatoires |
| Saison    | Équipe                 | Ligue              | PJ                | B                 | A                 | Pts               | Pun               | PJ               | B | A                    | Pts                  | Pun                  |                      |                      |
| 2011-2012 | Oil Kings d'Edmonton   | LHO                | 60                | 9                 | 46                | 55                | 46                | 20               | 7 | 6                    | 13                   | 8                    |                      |                      |
| 2012-2013 | Oil Kings d'Edmonton   | LHO                | 23                | 3                 | 10                | 13                | 14                | 22               | 6 | 11                   | 17                   | 6                    |                      |                      |
| 2013-2014 | Barons d'Oklahoma City | LAH                | 57                | 4                 | 17                | 21                | 26                | 1                | 0 | 0                    | 0                    | 0                    |                      |                      |
| 2013-2014 | Condors de Bakersfield | ECHL               | 3                 | 0                 | 1                 | 1                 | 6                 | -                | - | -                    | -                    | -                    |                      |                      |
| 2014-2015 | Barons d'Oklahoma City | LAH                | 54                | 1                 | 8                 | 9                 | 32                | -                | - | -                    | -                    | -                    |                      |                      |
| 2015-2016 | Condors de Bakersfield | LAH                | 22                | 0                 | 3                 | 3                 | 14                | -                | - | -                    | -                    | -                    |                      |                      |
| 2015-2016 | Gulls de San Diego     | LAH                | 5                 | 0                 | 0                 | 0                 | 2                 | -                | - | -                    | -                    | -                    |                      |                      |
| 2016-2017 | HC Sparta Prague       | Extraliga tchèque  | 41                | 3                 | 9                 | 12                | 28                | 4                | 1 | 1                    | 2                    | 0                    |                      |                      |
| 2017-2018 | HC Košice              | Extraliga slovaque | 2                 | 0                 | 0                 | 0                 | 2                 | -                | - | -                    | -                    | -                    |                      |                      |
| 2017-2018 | HC Prešov              | 1.liga slovaque    | 3                 | 0                 | 2                 | 2                 | 6                 | -                | - | -                    | -                    | -                    |                      |                      |
| 2017-2018 | Lausanne HC            | NL                 | 11                | 2                 | 2                 | 4                 | 8                 | -                | - | -                    | -                    | -                    |                      |                      |
| 2018-2019 | HC Oceláři Třinec      | Extraliga tchèque  | 48                | 8                 | 12                | 20                | 52                | 13               | 0 | 5                    | 5                    | 16                   |                      |                      |
| 2019-2020 | HC Oceláři Třinec      | Extraliga tchèque  | 50                | 6                 | 28                | 34                | 36                | -                | - | -                    | -                    | -                    |                      |                      |
| 2020-2021 | HC Oceláři Třinec      | Extraliga tchèque  | 50                | 13                | 28                | 41                | 28                | 16               | 1 | 6                    | 7                    | 14                   |                      |                      |
| 2021-2022 | Lausanne HC            | NL                 | 46                | 13                | 16                | 29                | 24                | 8                | 4 | 1                    | 5                    | 9                    |                      |                      |
| 2022-2023 | Lausanne HC            | NL                 | 46                | 8                 | 19                | 27                | 55                | -                | - | -                    | -                    | -                    |                      |                      |
| 2023-2024 | Lokomotiv Iaroslavl    | KHL                | 64                | 8                 | 18                | 26                | 27                | 20               | 5 | 5                    | 10                   | 12                   |                      |                      |
| 2024-2025 | Lokomotiv Iaroslavl    | KHL                | Saison en cours ? | Saison en cours ? | Saison en cours ? | Saison en cours ? | Saison en cours ? |                  |   |                      |                      |                      |                      |                      |